# سيغ (قلنسية)

تعديل مصدري - تعديل

سيغ هي إحدى قرى عزلة قلنسية وعبد الكوري بمديرية قلنسية وعبد الكوري التابعة لمحافظة أرخبيل سقطرى، بلغ تعداد سكانها 25 نسمة حسب تعداد اليمن لعام 2004.